# Đa Minh Hoàng Văn Đoàn
Đa Minh Hoàng Văn Đoàn (1912–1974) là Giám mục Việt Nam đầu tiên coi sóc Giáo phận Bắc Ninh. Ông có khẩu hiệu là "Tôi sẽ rao truyền danh Chúa cho các anh em tôi".
Ông sinh năm 1912 tại Nam Định, từ sớm đã khá thông minh và có chí hướng tu tập thành linh mục dòng. Trong quá trình tu tập, ông đã học ở nhiều nơi, ngoài trong nước còn có Hương Cảng và nhiều năm tại Paris. Cuối năm 1939, ông được thụ phong linh mục và đi dạy nhiều môn tại Paris cùng học nhiều văn bằng khác.
Năm 1950, ông được Tòa Thánh bổ nhiệm làm Đại diện Tông Tòa Hạt Đại diện Tông Tòa Bắc Ninh, đến năm 1955 thì ông ngã gãy chân, đi chữa bệnh, năm 1960 về Việt Nam và năm 1963 được bổ nhiệm là Giám mục chính tòa Giáo phận Qui Nhơn.
Ngày 20 tháng 5 năm 1974, ông qua đời tại Tòa Giám mục Qui Nhơn, thọ 62 tuổi.

## Tiểu sử

### Thân thế và tu tập
Ông sinh ngày 5 tháng 11 năm 1912 tại làng Trà Lũ Đoài nay thuộc giáo họ Thánh Tâm, giáo xứ Phú Nhai, giáo phận Bùi Chu, xã Xuân Phương, huyện Xuân Trường, tỉnh Nam Định.
Cha ông là cụ Hoàng Văn Nhu, một nhà Nho uyên thâm, sinh được 12 người con và ông là con thứ hai và gia đình gọi là Thứ. Cậu Thứ hiền lành đạo đức, thông minh chăm học và sớm có chí hướng đi tu làm linh mục, được Linh mục Đa Minh Lịch nhận làm nghĩa tử, đổi tên là Đoàn.
Năm 1927, cậu Đoàn lên 15 tuổi, được vào Tiểu chủng viện Ninh Cường, cùng năm với một người bạn quê ở An Lập, Thái Bình, là Giuse Trương Cao Đại người mà sau này làm Giám mục Giám quản Tông tòa Giáo phận Hải Phòng.
Năm 1932, ông vào Giáo hoàng học viện tỉnh Nam Định do các linh mục Đa Minh điều khiển. Học 3 năm Triết lý, thầy Đoàn tỏ ra có trí tuệ xuất sắc và lòng đạo đức vượt trội.
Năm 1935, thầy xin gia nhập dòng Đa Minh tại Quần Phương cùng với hai người bạn là Giuse Trương Cao Đại và Micae Tuần. Ngày 31 tháng 8 năm 1936, ông được khấn dòng tại Quần Phương. Qua đầu năm sau, thầy cùng một số thầy khác được sang Hương Cảng, học tại Rosaryhill.
Năm 1938, bề trên gửi ông đi du học Pháp, vào trường dòng Saulchoir. Năm 1939, ông đi Paris, học tại nhà dòng Etoiles đồng thời theo lớp văn chương ở đại học Sorbonne. Cũng năm này, ông được khấn trọn đời tu sĩ dòng Đa Minh.

### Linh mục
Ông được thụ phong Linh mục ngày 24 tháng 12 năm 1939, trở thành một linh mục của dòng Đa Minh. Sau đó, linh mục Đoàn tiếp tục học thêm và đỗ Tiến sĩ Thần học, Cử nhân Thánh kinh, năm 1944.
Trong 2 năm sau chiến tranh, 1945 và 1946 ở Pháp, linh mục Hoàng Văn Đoàn giảng dạy tiếng Hy Lạp, Do thái và La tinh tại nhà dòng thánh Maximin và tại Collège Sète, đồng thời làm Tuyên úy cho Việt kiều tại Pháp. Ông nhận chăm sóc giúp đỡ những người được gọi là “tội lỗi” trú ngụ tại nhà Grotte de Sainte Baumevà thường đi thuyết giảng ở nhiều nơi trên đất Âu như Pronille, Vienne, Grenoble, La Voule-sur-Rhône và nhất là ở Sanatorium Thorenc.
Năm 1946, ông sang Roma ngụ tại đại học Angelico của dòng Đa Minh để theo học ở viện Institulum Biblicum, học chuyên sâu tiếng Semetico (tiếng Do Thái), đỗ Cử nhân Triết học. Và đặc biệt, ông là người Việt Nam đầu tiên lấy được bằng tốt nghiệp ngôn ngữ Semetico và Tú tài Kinh Thánh ở Roma, báo Observator Romano có viết bài ca tụng linh mục Hoàng Văn Đoàn. Cuối năm 1946, ông rời Roma về Việt Nam giữa lúc chiến tranh Việt-Pháp leo thang lan rộng toàn quốc và ông lưu trú ở Hải Phòng. Giám mục Hải Phòng bấy giờ là Giám mục Francisco Gomez (Lễ) nhờ linh mục Đoàn làm Chính xứ họ đạo Hồng Gai vì giáo phận này quá thiếu linh mục.
Giáo xứ Hồng Gai là một giáo xứ nghèo, nằm phía cực Đông Bắc biên giới Việt-Trung. Khi linh mục Hoàng Văn Đoàn vui vẻ đến nhận xứ thì giáo dân đã tan tác, nhà thờ trên Núi Đạo bị quân Tưởng Giới Thạch tàn phá. Ông nỗ lực xây lại nhà thờ, Nhà Chung, tập hợp giáo dân, củng cố các hội đoàn, giáo dục tình tương thân tương trợ cho giáo dân. Ông củng cố các phường trống, phường trắc, phường bát âm để hỗ trợ và tăng phần sống động trang trọng các nghi lễ tôn giáo và vận động mở trường dạy chữ, dạy giáo lý cho thiếu nhi. Ông còn quan tâm chăm sóc cho đời sống cho giáo dân luôn tìm kiếm công ăn việc làm cho họ. Là một linh mục Dòng và là giáo sư đại học nhưng khi ở cương vị linh mục Chính xứ, ông cũng đã phát huy năng lực trí tuệ và nhiệt tâm phục vụ giáo dân với tinh thần đầy trách nhiệm.
Ngày 12 tháng 8 năm 1949, linh mục Hoàng Văn Đoàn phải rời xứ Hồng Gai vì được bổ nhiệm sang Hương Cảng làm giáo sư khoa Kinh Thánh, tiếng Pháp, tiếng Hy Lạp cho sinh viên tu viện Đa Minh.

### Giám mục

#### Giám quản Tông tòa Bắc Ninh
Ngày 12 tháng 3 năm 1950, Tòa Thánh thông báo bổ nhiệm linh mục dòng Đa Minh Hoàng Văn Đoàn làm Giám mục Giám quản Tông tòa Giáo phận Bắc Ninh, ông cũng là người Việt đầu tiên lãnh nhận cương vụ này. Lễ tấn phong Giám mục của ông tổ chức vào ngày 3 tháng 9 năm 1950 và ông là người đã lập lại Chủng viện Antôn Ninh Đạo Ngạn (bị giải tán từ năm 1947), xây toà Giám mục, trường trung học Vinh Sơn Liêm, nhà in Chân phước Cẩm và cử 8 linh mục đi du học.
Chiến tranh Việt - Pháp lan rộng, tỉnh Bắc Ninh thuộc vùng chiến sự. Khu Tòa giám mục Bắc Ninh bị phá hủy còn một đống gạch vụn, ông phải trú trong phòng mặc áo của nhà thờ chính tòa, tòa nhà duy nhất tồn tại. Tuy vậy, ông vẫn quyết định tái thiết giáo phận này, sau khi đi vận động giúp đỡ giáo phận tại Hoa Kỳ vào năm 1950 và 1952, ông đã có nguồn tài chính để xây lại nhà Chung, trường Trung học Vinh sơn Liêm, lập ấn quán Chân phước Cẩm. Ông quan tâm đào tạo hàng giáo sĩ mới: Tiểu chủng viện được tổ chức quy mô, ông liền chọn 8 linh mục trẻ xuất ngoại du học. Lúc giáo phận đang phát triển nhanh chóng thì đất nước tạm chia đôi bằng hiệp định Genève, nhiều giáo dân và linh mục di cư vào Nam.
Năm 1954, cộng đồng Công giáo rời bỏ quê hương, nhà cửa di cư ồ ạt vào miền Nam theo thông tin "Chúa vào Nam". Giám mục Hoàng Văn Đoàn đã ra thư chung kêu gọi giáo dân ở lại quê hương. Hành động này của ông được chính quyền đánh giá cao.
Giám mục Tông tòa Hoàng Văn Đoàn quyết định ở lại Bắc Ninh với giáo dân còn khoảng 55.000 người với 1 linh mục dòng Đa Minh (linh mục Phạm Quang Chiêu) và 6 linh mục triều khác. Lập trường của ông được Tòa thánh tán thưởng, trong bức điện, Tòa Thánh gọi ông là “người anh dũng tuyên xưng Đức Kitô” (“vaillant confesseur du Christ”). Ông gần như chỉ còn một mình, khi ở Bắc Ninh, khi sang Xuân Hòa, kiêm nhiệm nhiều giáo xứ.

#### Chữa bệnh
Ngày 29 tháng 9 năm 1955, chiều ông đạp xe làm lễ bổn mạng cho giáo xứ Ngọc Lâm thuộc tỉnh Bắc Giang, đến nơi thì trời đã tối. Dân địa phương thấy một người to lớn, râu quai nón và cho rằng ông là người Tây, họ liền đuổi bắt làm Giám mục Đoàn trong lúc luống cuống thì đã té ngã gãy xương chân. Dân địa phương bắt được, dù ông nói mình là người Việt và là Giám mục Bắc Ninh, nhưng họ không tin và giam ông suốt đêm ấy. Hôm sau ông bị áp giải lên Công an tỉnh Bắc Giang. Sau khi xác nhận ông là người Việt, ông được trả tự do.
Sau một thời gian băng bó ở Bắc Ninh với hoàn cảnh thiếu thuốc men, phương tiện, Giám mục Tông tòa Hà Nội Giuse Trịnh Như Khuê đưa ông về Hà Nội. Bác sĩ Huard chiếu điện và khuyên Giám mục Đoàn nên sang Hồng Kông vì bệnh viện Hà Nội không đủ phương tiện chữa trị cho ông. Chính quyền cho phép ông được tự do đi Hồng Kông chữa bệnh. Sau sáu tháng, khi chân đã tạm ổn định, ông xin về giáo phận Bắc Ninh nhưng chính quyền Hồng Kông không chấp thuận và ông ở lại Hồng Kông dạy Triết học và Cổ ngữ tại học viện Rosaryhill.

#### Giám mục chính tòa Qui Nhơn
Tháng 10 năm 1960, theo ý Tòa thánh, ông về miền Nam Việt Nam, nhận chức Giám đốc Giáo hoàng chủng viện Albert Phú Nhuận và dạy Triết học ở đại học Đà Lạt.
Ngày 18 tháng 1 năm 1963, Giám mục Hoàng Văn Đoàn được Tòa Thánh chọn làm Giám mục chính tòa Giáo phận Qui Nhơn thay Giám mục Phêrô Maria Phạm Ngọc Chi làm Giám mục chính tòa giáo phận Đà Nẵng. Ngày 29 tháng 4 cùng năm tại tu viện Albert Phú Nhuận, tỉnh dòng Đa Minh tổ chức tiệc tiễn đưa Giám mục Đoàn, tiệc có sự tham dự của Khâm sứ Tòa thánh Salvator Asta, Đức ông De Nittis, Bề trên giáo phận Sài Gòn linh mục Phanxicô Xaviê Trần Thanh Khâm, Giám mục bạn học cũ Giuse Trương Cao Đại,.. Hôm sau, Giám mục Hoàng Văn Đoàn đáp máy bay ra Qui Nhơn nhậm chức. Cùng đi có Khâm sứ Tòa thánh, Tổng giám mục Tổng giáo phận Sài Gòn Phaolô Nguyễn Văn Bình, Tổng giám mục Tổng giáo phận Huế Phêrô Máctinô Ngô Đình Thục và nhiều người khác. Trong thời gian tại nhiệm ông đã tiếp tục và hoàn thành những công trình mà Giám mục Phạm Ngọc Chi đã thực hiện từ tháng 7 năm 1957.
Sức khỏe của ông suy giảm, đôi mắt ngày càng yếu gần như mù, Giám mục Đa Minh Hoàng Văn Đoàn từ trần ngày 20 tháng 5 năm 1974 tại Tòa Giám mục Qui Nhơn, thọ 62 tuổi với 24 năm làm Giám mục, trong đó có 5 năm Giám mục Bắc Ninh, 11 năm Giám mục Qui Nhơn.